# ビルシャナ戦姫
『ビルシャナ戦姫』（ビルシャナせんき）は、2020年9月17日にアイディアファクトリー（オトメイト）から発売された、恋愛アドベンチャーゲームのシリーズ。

## 概要
本作は、いわゆる「源平合戦」をモチーフとしつつも、主人公の源義経を女性とすることで展開される恋愛シミュレーションゲームである。実在した人物をキャラクターとするが、ゲーム展開により史実とは異なった結末となる。製作はアイディアファクトリーとRED。ディレクターは伊藤愛、メインキャラクター原案は羽田浩二。2022年に海外版が発売された。

## ストーリー
平治の乱から15年後、平家が隆盛を極めるなか、後に義経を名乗る遮那王は、女であることを隠し鞍馬寺に預けられていた。源氏の子として兵法と武術を身に着けると、頼朝や弁慶らと出会い平家と対峙することとなる。

## 登場人物
声はゲームキャラクターの声優。

### メインキャラクター
遮那王（しゃなおう） / 源義経（みなもと の よしつね）
声 - 無し
主人公でプレイヤーキャラクターの女性。遮那王は稚児名で後に義経を名乗る。苗字は固定で名前のみ変更可能。
源義朝の庶子。平治の乱で父が敗死したことにより、源氏討伐から逃れるため鞍馬寺に預けられた。男子として幼少期から打倒平家を期待され英才教育を受けたが、本人は争いを望まずためらっている。
源頼朝（みなもと の よりとも）
声 - 古川慎
源義朝の嫡子で義経の異母兄。少年期に平治の乱で父と兄を失い自身も流刑となる。その境遇から孤独感を持ち冷酷非情であり、心の内を見せること無く源氏再興に命を懸ける。
平知盛（たいら の とももり）
声 - 福山潤
平清盛の子で平家軍の総大将。冷静沈着で武勇に優れ清盛からの信頼も厚い。柔和な見た目とは裏腹に、戦場では情け容赦なく敵を殲滅する。平家の有りようを憂いてはいても静観している。
平教経（たいら の のりつね）
声 - 河西健吾
平清盛の甥で知盛の従弟。勇猛果敢で平家随一の武将とされるが、驕ることなく平家の侍として強い誇りを持つ。知盛とは違い平家の繁栄を疑わない。同い年の遮那王を宿敵と見ている。
武蔵坊弁慶（むさしぼう べんけい）
声 - 梅原裕一郎
かつて比叡山延暦寺に身を置いていた僧兵。裏表のない性格。京の都で横暴な平家を相手に刀狩りをしていたが、遮那王に倒されたことを機に家来となり忠誠を誓う。
春玄（しゅんげん）
声 - 斉藤壮馬
源義朝の臣下である源重成の子。父の敗死後、遮那王と共に鞍馬寺に預けられたため彼女の秘密を知っている。明朗で凛々しく兵法に長け、女性的な姿だが剣技も遮那王に迫る実力を持つ。

### サブキャラクター
平重衡（たいら の しげひら）
声 - 逢坂良太
平清盛の子で知盛の弟。和歌など芸事に秀でる風流人であり、血を分けた兄を慕っている。その一方、戦場では残忍で勝敗よりも戦いに酔うなど、刹那の快楽を求める一面を持つ。
佐藤継信（さとう つぐのぶ）
声 - 近藤隆
奥州藤原氏の家臣である佐藤基治の子。藤原秀衡の命により遮那王に仕えるが、その忠誠心は過保護なほど。物腰の柔らかい人物で、武に優れる侍だが腹黒い面もある。
佐藤忠信（さとう ただのぶ）
声 - 小西克幸
継信の弟。兄と同じく侍として遮那王に仕える。戦場で豪快に敵を打ち倒す姿は、幾度となく味方を鼓舞する。大らかな性格で場を和ませ、遮那王にもまっすぐな言葉を投げかける。
佐々木高綱（ささき たかつな）
声 - 天月
源義朝の家臣である佐々木秀義の子。平家討伐を掲げた頼朝の軍に加わり、頼朝と義経の家臣として優れた武を見せる。若く素直な性格で、無邪気な笑顔は仲間の心を癒す。
覚日（かくにち）
声 - 峰晃弘
鞍馬寺東光坊の阿闇梨蓮忍の弟子。生まれてすぐに預けられた遮那王と春玄を寺の稚児として育て、武芸と兵法を教え源氏再興の志を育んだ。
吉次信高（きちじ のぶたか）
声 - 石黒史剛
奥州で採掘された金を京で売る大商人。諸国を歩き天下の動きにも精通。遮那王を平泉に迎えたいと思っている。
平清盛（たいら の きよもり）
声 - 菊池通武
平家の棟梁。保元の乱、平治の乱での活躍を経て、権力者へと昇った人物。その影響力は絶大で、院との協調関係を保ちながら世の頂点に君臨している。
平教盛（たいら の のりもり）
声 - 鷲見昂大
教経の父。平清盛の異母弟。平家の繁栄を冷静に受け止め、清盛の行いに意見できる人物。
平徳子（たいら の とくこ）
声 - 佐藤利奈
平清盛の娘で知盛の妹、重衡の姉。清盛に溺愛されて育ち自由気ままな性格。高倉天皇に入内し世継ぎを産んだことで平家一門の地位を確固たるものにした。
藤原秀衡（ふじわら の ひでひら）
声 - 拝真之介
奥州藤原氏の第3代当主。平家の力が及ばない広大な奥州を治め、一族のことを思う人格者。また、遮那王の行く末を気に掛けている。
梶原景時（かじわら かげとき）
声 - 坂口候一
相模国鎌倉氏の流れを汲む武将。知略家で考えが読めない人物。平氏側から頼朝の側近となり、遮那王の監視役も務める。
源義仲（みなもと の よしなか）
声 - 沢城千春
源義賢の子。木曽冠者とも呼ばれる。粗野に振る舞うが剣技の腕は確かで、堂々とした姿から人望がある。

## 主題歌
ビルシャナ戦姫 〜源平飛花夢想〜
オープニングテーマ「君に咲く花」
作詞 - 長谷川澪奈・天月-あまつき-
作曲 - 原田雄一・KoTa
編曲 - KoTa・原田雄一
歌唱 - 天月-あまつき-
エンディングテーマ「花鳥諷詠」
作詞 - 天月-あまつき-
作曲 - 天月-あまつき-・渡辺拓也
編曲 - 渡辺拓也
歌唱 - 天月-あまつき-
ビルシャナ戦姫 〜一樹の風〜
オープニングテーマ「夢椿」
作詞・作曲・編曲 - 湊貴大
歌唱 - WHiSANT
エンディングテーマ「恋の華」
作詞・作曲・編曲 - 湊貴大
歌唱 - WHiSANT

## 商品

### ゲーム
ビルシャナ戦姫 〜源平飛花夢想〜（げんぺいひかむそう）
2020年9月17日発売（Nintendo Switch / Nintendo Switch Lite）。2022年に『Birushana: Rising Flower of Genpei』のタイトルで北米とヨーロッパで発売。
プレイヤーは主人公の遮那王となり、会話や言動を選択し恋愛エンドを目指す。攻略キャラクターは源頼朝・平知盛・平教経・武蔵坊弁慶・春玄の5名。また、サブキャラクターとの恋愛未満「ifエンド」も収録。
ビルシャナ戦姫 〜一樹の風〜（いちじゅのかぜ）
2022年3月31日発売（Nintendo Switch / Nintendo Switch Lite）。源平飛花夢想と本作の両方を収録したツインパックも同時発売。
前作のファンディスクであり、選択肢の無い後日談となっている。加えて、前作では「ifエンド」であった平重衡・佐藤継信・佐藤忠信・佐々木高綱の4名を攻略対象とする正規ストーリーも収録。

### 書籍
- ビルシャナ戦姫 公式ビジュアルファンブック 源平追想録（2023年1月29日発売、宙出版）ISBN 978-4776797265

### CD
ドラマCD
レーベルは、Rutile Lucia（ルチルルチア）。
- ビルシャナ戦姫 〜源平飛花夢想〜 ドラマCD 道草綴り（2021年3月10日発売）[18]
- ビルシャナ戦姫 〜源平飛花夢想〜 ドラマCD 源平余話（2021年12月22日発売）[19]

## イベント
- ビルシャナ戦姫 〜源平秋風の舞〜（2022年10月9日、市川市文化会館 大ホール）[20]